# Магнітка (Кусинський район)
Магнітка (рос. Магнитка) — робітниче селище у Кусинському районі Челябінської області Російської Федерації.
Входить до складу муніципального утворення Магнітське сільське поселення. Населення становить 4761 особу (2017).

## Історія
Від 1940 року належить до Кусинського району Челябінської області.
Згідно із законом від 9 червня 2004 року органом місцевого самоврядування є Магнітське сільське поселення.

## Населення
| 1959   | 1970    | 1979  | 1989  | 2002  | 2005  | 2006  |
| ------ | ------- | ----- | ----- | ----- | ----- | ----- |
| 16 212 | ↘10 990 | ↘8601 | ↘7198 | ↘5826 | ↘5399 | ↘5337 |
| 2007   | 2008    | 2009  | 2010  | 2011  | 2012  | 2013  |
| ↘5246  | ↘5187   | ↗5314 | ↘5170 | ↘5161 | ↘5099 | ↘4986 |
| 2014   | 2015    | 2016  | 2017  |       |       |       |
| ↘4973  | ↘4926   | ↘4831 | ↘4761 |       |       |       |